# Microglanis leptostriatus
Microglanis leptostriatus är en fiskart som beskrevs av Tamezo Mori botanist och Shibatta 2006. Microglanis leptostriatus ingår i släktet Microglanis och familjen Pseudopimelodidae. Inga underarter finns listade i Catalogue of Life.